# АС Лукезе-Либертас
Асочационе Спортива Лукезе-Либертас (на италиански: Associazione Sportiva Lucchese-Libertas, кратка форма Лукезе) е италиански футболен клуб от град Лука, Италия. Клубът е основан през 1905 г. и през сезон 2007 – 08 г. играе в Серия С1/А, а за последно е бил в Серия А през 1952 г. Доста сезони клубът е прекарал в Серия Б. Цветовете на отбора са червено и черно.

## История
Клубът е основан на 25 май 1905, давайки първият футболен отбор на градчето Лука. Първоначално наречен Футболен клуб Лука, клубът е основан от братята Виторио и Гуидо Менсини. През 1919/20 г. печелят Регионалната купа на Тоскана.
През 1924 клубът се слива с друг местен отбор и променя името си на Спортен съюз Лукезе Либертас. През 20-те години сре по-забележителните играчи на клуба се открояват Ернесто Бонино и Джони Москардини.
През 30-те отборът влиза в Серия Б, а след това – през 1936, в Серия А, висшият ешелон в Италия, където остават 3 сезона. Клубът изпада в Серия Б със започването на Втората световна война. Преди нея играчи като Егри Ербщайн, Алдо Оливиери и Антонио Пердука са едни от любимците на феновете.
През 2008 г. е изключен от серия С заради много дългове и започва да се състезава в Серия Д.
През сезон 2008/2009 е създаден нов клуб – Спортинг Лукезе, който се състезава в Група Е (включваща отбори от регионите Тоскана, Умбрия и Лацио) на Серия Д. Спортинг Лукезе завършва на първо място и влиза в Лига Про - Втора дивизия. През новия сезон 2009/2010 ръководството на Спортинг Лукезе печели търг за името и емблемата на закрития през 2008 г. Лукезе-Либертас и връща старото название на клуба. Лукезе завършва отново на първо място и влиза в Лега Про Прима Дивизионе. През сезон 2010/2011 завършва на 7-о място, но заради финансови неуредици е изхвърлен в регионалната лига Ечеленца, 6-о ниво на италианския футбол.
На 1 август 2011 е създаден нов клуб с аматьорски статут – Лука 2011. През сезон 2011/2012 му е позволено да участва в регионалната група Тоскана на Ечеленца и отборът завършва на първо място. През 2012/13 клубът сменя името си на Лукезе 1905 и взима участие в Група Д (за отбори от регионите Емилия-Романя и Тоскана) на Серия Д, където завършва на трето място.

## Постижения
Серия А
- Най-добро класиране – 7-о място, през сезон 1936/37

Серия Б
- Победител – 2 пъти: 1935/36, 1946/47

Серия С
- Победител: 1960/61
- 2-ро място: 1945/46, 1977/78

Серия С1
- Победител: 1989/90

Серия С2
- Победител: 1985/86

Серия Д
- Победител: 1968/69

Лига 1 – Тоскана
- Победител – 3 пъти: 1929/30, 1932/33, 1933/34

Купа на Италия – Серия С
- Носител: 1989/90